# Распродажа активов ЮКОСа
Распродажа активов ЮКОСа происходила в 2007 году с целью получения денежных средств для оплаты долгов обанкротившейся нефтяной компании ОАО "НК «ЮКОС».
После назначения 1 августа 2006 года конкурсного производства была произведена инвентаризация активов компании.
Комитет Кредиторов ОАО "НК «ЮКОС» 21 февраля 2007 года утвердил Порядок проведения открытых торгов в форме аукционов по продаже имущества ОАО "НК «ЮКОС» в ходе конкурсного производства.
22 февраля 2007 года был объявлен первый лот, выставленный на торги.
15 августа 2007 года состоялся последний аукцион по продаже уступки прав требования.

## Лот № 1
На торги были выставлены акции ОАО "НК «Роснефть» (9,44 %) и 12 векселей ОАО «Юганскнефтегаз» (на 3,5 млрд руб.).
На аукционе 27 марта 2007 победила ОАО «РН – Развитие», заплатившая 197,840 млрд рублей при начальной цене 195 млрд 500 млн рублей.
Победившая компания косвенно находится в собственности ОАО "НК «Роснефть»

## Лот № 2
Включал:
- Акции ОАО «Газпром нефть» (20 %), ОАО «Новосибирское предприятие по обеспечению нефтепродуктами Восточной нефтяной компании», ЗАО "Корпорация «Транс-Блок», ОАО «Оренбургнефть», ОАО "Волжское нефтеналивное пароходство «Волготанкер», ОАО «Арктическая газовая компания» (100 %), ЗАО «Уренгойл Инк.» (100 %), ОАО «Уренгойнефтегазгеология», ОАО «Нефтегазтехнология», ОАО «Богучанская газонефтяная компания», ЗАО «Юкос-Гео», ЗАО «ЮКОС-Сервис», ЗАО «Сингапайпромсервис»
- Доли участия в ООО «Нефтеавтоматика», ООО «Нефтехимсервис», ООО «Сервисэкология», ООО «ЮКСиб», ООО «ЮКОС Экспорт Трейд»
- Векселя ОАО «Нефтегазтехнология»

На аукционе 4 апреля 2007 года победило ООО «ЭниНефтегаз», заплатившее 151,536 млрд рублей (при начальной цене 144,776 млрд)
Компания «ЭниНефтегаз» принадлежит итальянским компаниям Eni (60 %) и Enel S.p.A. (40 %).
В тот же день в официальном пресс-релизе Eni объявила о своем совместном предложении с Enel к ОАО «Газпром» приобрести 51 % выкупленных активов в течение 2-х лет в рамках Стратегического партнерства, заключенного между компаниями в ноябре 2006 года.

## Лот № 3
Включал доли участия в ООО «Алнас Цунар», ООО «Алнас Электрон», ООО «Алнасмаш», ООО «Алнасмашсервис», ООО «АЛНАС РД», ООО «Бизнес-Ресурс», ООО «Контроль-Сервис».
Аукцион не состоялся из-за отсутствия заявок. Активы включены в Лот № 14.

## Лот № 4
Включал акции ЗАО «Энергосервисная компания» (100 %), ЗАО «ЭСКОМ-ЭнергоТрейд» (100 %), ОАО «Территориальная генерирующая компания № 4» (3,18 %), ОАО «Тамбовская магистральная сетевая компания» (25,15 %), ОАО «Тамбовская энергосбытовая компания» (25,15 %), ОАО «Тамбовэнерго» (25,15 %), ОАО «Белгородская магистральная сетевая компания» (25 %), ОАО «Белгородская сбытовая компания» (25 %), ОАО «Белгородэнерго» (25,73 %), ОАО «Корпоративные сервисные системы» (25 %).
На аукционе 17 апреля 2007 года победило ООО "Монте-Валле", заплатившее более 3,562 млрд руб.
О победившей компании известно крайне мало. Её учредителем является гражданин США Стивен Патрик Линч.

## Лот № 5
Включал ряд сервисных предприятий, преимущественно сконцентрированных в Тюменской области:
- Акции ЗАО «Манойл» (64 %), ОАО «Юганскойл» (10 %), ЗАО «РОСНефтеТранс — Региональное объединение Структур Нефтеобеспечения и Транспорта» (41 %)
- Доли участия в ООО «Юганскнефтегеофизика-ГЕОФИМП», ООО «ЮганскНИПИнефть» (100 %), ООО «Имущество-Сервис-Нефтеюганск», ООО «ЮганскЭПУсервис», ООО «МамонтовЭПУсервис», ООО «ЕвроКооп»

На аукционе 18 апреля 2007 года победило ООО «Нефть-Актив», заплатившее 1,032 млрд руб.

## Лот № 6
Включал:
- Акции ОАО «ЕС Финансово-промышленная группа», ЗАО "Инвестиционная Компания «ЮКОС-Инвест», ЗАО «Ордалия 2000», ЗАО «Русь»
- Доли участия в ООО ЧОП «Гранит», ООО ЧОП «Служба Корпоративной Безопасности», ООО «Учет и отчетность», ООО «ФТТ Сервис»

Аукцион не состоялся из-за отсутствия заявок. Активы включены в Лот № 16.

## Лот № 7
Выставлены акции VTB Bank (Deutschland) AG (7,69 %)
На аукционе 25 апреля 2007 года победил ВТБ Банк Европа плс, заплативший 231,134 млн руб.
ВТБ Банк Европа плс (Великобритания) является дочерним банком ВТБ.

## Лот № 8
Выставлены акции ОАО «Ханты-Мансийский банк» (1,998 %).
На аукционе 26 апреля 2007 победило ООО «Джей Ви Пи Инвест», заплативший 333,378 млн руб.
ООО «Джей Ви Пи Инвест» (Москва) — инвестиционная компания, осуществляющая брокерскую и дилерскую деятельность.

## Лот № 9
Включал:
- Акции ОАО «Ставропольнефтепродукт» (100 %), ОАО «Кубаньэнерго» (26,26 %), ОАО «Кубаньэнергосбыт» (26,26 %), ОАО «Кубанская генерирующая компания» (26,26 %), ОАО «Кубанские магистральные сети» (26,26 %)
- Доли участия в ООО «Вал Шатского» (100 %), ООО «Каспийская нефтяная компания» (49,9 %), ООО «Ю-Кубань» (51 %)
- Простой вексель ОАО «Ставропольнефтепродукт» (номинал — 1,16 млн руб.)

На аукционе 03 мая 2007 года победил ЗАО «Промрегион Холдинг», заплативший более 4,9 млрд руб. Однако вскоре он отказался от покупки. Имущество предложено для выкупа ООО «Нефть-Актив» и ООО «Версар».
18 июня 2007 года имущество, включенное в лот № 9, было приобретено ООО «Нефть-Актив» за более 4,9 млрд руб.

## Лот № 10
Включал восточносибирские активы ЮКОСа:
- Акции ОАО «Восточно-Сибирская нефтегазовая компания», ОАО «Енисейнефтегаз», ОАО «Ангарская нефтехимическая компания» (100 %), ОАО «Ачинский нефтеперерабатывающий завод Восточной нефтяной компании» (100 %), ОАО «Ангарский завод полимеров», ЗАО «Ачинск-Терминал», ОАО «Ангарскнефтепродукт», ЗАО «Иркутскнефтепродукт», ОАО «Нефтемаркет», ОАО «Бурятнефтепродукт», ЗАО «Хакаснефтепродукт ВНК», ОАО «Хантымансийскнефтепродукт», ОАО «Ангарский институт по проектированию предприятий нефтеперерабатывающей и нефтехимической промышленности», ОАО «Томскнефтепродукт» Восточной Нефтяной Компании, ОАО «Томская распределительная компания», ОАО «Томская энергосбытовая компания», ОАО «Томские магистральные сети», ОАО «Томскэлектросетьремонт», ОАО «Томскэнерго», ОАО «Томскэнергоремонт», ОАО «Томскнефть» Восточной Нефтяной Компании, ОАО «Томскнефтегазгеология» ВНК, ОАО «Томскнефтегеофизика» Восточной нефтяной компании, ОАО "НПФ «Геофит» Восточной нефтяной компании, ОАО «Томский НИПИ нефти и газа Восточной нефтяной компании»
- Доли участия в ООО «Иркутск-Терминал», ООО «АССЕТ», ООО «МАГИС», ООО «Хакас-Терминал», ООО «Томск-Терминал», ООО «Стрежевской нефтеперерабатывающий завод», ООО "ЭПУ-Сервис, ООО «МНУ», ООО "ЧОП «Крон», ООО «Аутсорсинг», ООО «Центр досуга и спорта», ООО «Имущество-Сервис-Стрежевой»
- Вексель ОАО «Томскнефть» Восточной Нефтяной Компании

На аукционе 03 мая 2007 года победило ООО «Нефть-Актив», заплатившее 175,699 млрд руб.

## Лот № 11
Включал акции ОАО «Самаранефтегаз» (100 %), ЗАО «Инзернефть», ОАО «Самаранефтегеофизика», ОАО «Куйбышевский нефтеперерабатывающий завод» (100 %), ОАО «Новокуйбышевский нефтеперерабатывающий завод» (100 %), ОАО «Сызранский нефтеперерабатывающий завод» (100 %), ЗАО «Куйбышев-Терминал», ЗАО «Новокуйбышевск-Терминал», ЗАО «Сызрань-Терминал», ЗАО «Нефтегорский газоперерабатывающий завод», ЗАО «Отрадненский газоперерабатывающий завод», ОАО «Самаранефтепродукт», ОАО «Средневолжский научно-исследовательский институт по нефтепереработке» (ОАО «СвНИИНП»), ОАО «САМАРАНЕФТЕХИМПРОЕКТ», ОАО «Самаранефтехимавтоматика» (ОАО «СНХА»), ЗАО «ЭКЗА»
Доли участия в ООО «Новокуйбышевский завод масел и присадок», ООО «Самара-Терминал», ООО «Имущество-Сервис-Самара», ООО «Кинельский склад», ООО «СамараНИПИнефть», ООО «Самарский ИТЦ», ООО «Сервисный Центр», ООО «ЮКОС Карт», ООО "ЧОП «Бизон», ООО «Центр Учет», ООО «Самара-Электро-Сервис»
На аукционе 10 мая 2007 года победило ООО «Нефть-Актив», заплатившее 165,53 млрд руб. (при начальной цене 154,090 млрд руб.)

## Лот № 12
Включал, в основном, сбытовые активы:
- Акции ОАО «Белгороднефтепродукт», ЗАО «Брянскнефтепродукт», ОАО «Воронежнефтепродукт», ЗАО «Липецкнефтепродукт», ЗАО «Орелнефтепродукт», ЗАО «Пензанефтепродукт», ЗАО «Тамбовнефтепродукт», ЗАО «Ульяновскнефтепродукт», ЗАО «Белгород-Терминал», ЗАО «Брянск-Терминал М», ЗАО «Воронеж-Терминал», ЗАО «Липецк-Терминал М», ЗАО «Приокский-Терминал», ЗАО «АгроНефтеПродукт» (ЗАО «АНП»), ЗАО «Энергосервис», ОАО "ФПК «КЕДР-М», ЗАО «НБА-Сервис», ЗАО «Контракт Ойл», ОАО «Гермес-Москва», ЗАО «Ю-Тверь», ЗАО «Мытищинская Топливная Компания»
- Доли участия в ООО «Пенза-Терминал», «Тамбов-Терминал», «Ульяновск-Терминал», «Ростов-Терминал», «ЮКОС-Ладога», ООО «ЮКОС-ПЕТРОЛЕУМ», ООО «Авиатерминал», ООО «ЮКОС Авиэйшн Маркетинг» (ООО «ЮКОС АМ»)

На аукционе 10 мая 2007 года победило ООО «Юнитекс», заплатившее 12,464 млрд руб. (при начальной цене — 7,742 млрд руб.)
26 июня 2007 года стало известно, что ООО «Нефть-Актив» заключило соглашение с ООО «Юнитекс» о приобретении ряда активов, включающих в себя розничную сеть нефтепродуктообеспечения и объекты нефтебазового хозяйства в Европейской части и на юге Российской Федерации. В соответствии с ним ООО «Нефть-Актив» уплатило ООО «Юнитекс» 16,324 млрд рублей за группу предприятий, располагающих сетью из 495 АЗС и находящихся вблизи терминалов для перевалки нефтепродуктов.

## Лот № 13
Включал:
- Акции ЗАО «ЮКОС Эксплорейшн энд Продакшн», ЗАО «ЮКОС Рефайнинг энд Маркетинг», ЗАО «ЮКОС-М», ОАО «Воронежнефтепродуктавтоматика», ЗАО «Ю-СВЛ», ЗАО «ЮТ-ОЙЛ», ОАО «НИИ экономики авиационной

промышленности» (61 %)
- Доли участия в ООО «ЮКОС-Москва», ООО «ЮКОС-Финансово-бухгалтерский центр», ООО «ЮКОС-ИМПОРТ», ООО «Ю-Мордовия», ООО «ЮКОС Восток Трейд», ООО "Торговый Дом «ЮКОС-М», ООО «Дубининское» (100 %, собственник центрального офиса ЮКОСа), ООО «ТопМастер-Риэлти» (100 %), ООО «Объединенный центр исследований и разработок» (77,4 %).

На аукционе 11 мая 2007 года победило ООО «Прана», заплатившее 100,092 млрд руб. (при начальной цене — 22,071 млрд руб.)
2 июля 2007 года ОАО "НК «Роснефть» объявило о покупке у ООО «Прана» ряда активов, в число которых вошли следующие предприятия ООО "Торговый Дом «ЮКОС-М», ЗАО «ЮКОС Эксплорейшн энд Продакшн», ЗАО «ЮКОС Рефайнинг энд Маркетинг», ЗАО «ЮКОС-М», ООО «ЮКОС-Финансово-бухгалтерский центр», ООО «ЮКОС-Москва», ООО «Дубининское». Цена покупки не разглашалась.

## Лот № 14
Включал сервисных и ИТ активов:
- Акции ЗАО «Нефтепромстройсервис»
- Доли участия в ООО «Имущество-Сервис-ССК», ООО «СИБИНТЕК-Лизинг», ООО «Сибирская Интернет Компания», ООО «Алнас Цунар», ООО «Алнас Электрон», ООО «Алнасмаш», ООО «Алнасмашсервис», ООО «АЛНАС РД», ООО «Бизнес-Ресурс», ООО «Контроль-Сервис» (51 %).

На аукционе 16 мая 2007 года победило ООО «Нефть-Актив», заплатившее 1,803 млрд руб. (начальная цена — более 1,699 млрд руб.)

## Лот № 15
Выставлены акции ОАО Коммерческий банк «Солидарность».
На аукционе 7 июня 2007 года победило ООО «ЦентрИнвест Трейдинг», заплатившее 204,61 млн руб. (начальная цена — 162,386 млн руб.)

## Лот № 16
Выставлены:
- Акции ОАО «ЕС Финансово-промышленная группа», ЗАО "Инвестиционная Компания «ЮКОС-Инвест», ЗАО «Ордалия 2000», ЗАО «Русь», ЗАО «Юкос-Транссервис» (ЗАО «ЮТС»), ЗАО «ЮКОС- Информ», ЗАО "Телекомпания «ТЕЛЕСПЕЦНАЗ»
- Акции Компании с ограниченной ответственностью «Восток Азия Транзит ЛЛК», Компании с ограниченной ответственностью «YUKOS UK Limited», Компании с ограниченной ответственностью «ЮМ-Трейд»
- Доли участия в ООО ЧОП «Гранит», ООО ЧОП «Служба Корпоративной Безопасности», ООО «Учет и отчетность», ООО «ФТТ Сервис»

Аукцион не состоялся из-за недостатка заявок. Активы включены в Лот № 18.

## Лот № 17
Выставлено имущество и имущественные права, относящиеся к территориям Восточной Сибири: Маланинского участка недр, Средне-Балыкского участка недр, Встречного участка недр, Восточно-Салымского участка недр, Чупальского участка недр, Куль-Еганского участка недр, Северо-Пудинского участка недр, Аявинского участка недр, Джелиндуконского участка недр, Оскобинского участка недр, Терско-Камовского участка недр
На аукционе 12 июля 2007 года победило ОАО "НК «Роснефть», заплатившее 5,848 млрд руб. (начальная цена — 5,733 млрд руб.)

## Лот № 18
Выставлены транспортные активы ОАО "НК «ЮКОС»:
- Акции ОАО «ЕС Финансово-промышленная группа», ЗАО "Инвестиционная Компания «ЮКОС-Инвест», ЗАО «Ордалия 2000», ЗАО «Русь», ЗАО «Юкос-Транссервис» (ЗАО «ЮТС»), ЗАО «ЮКОС- Информ», ЗАО "Телекомпания «ТЕЛЕСПЕЦНАЗ», ОАО «Куйбышевнефтеоргсинтез», ЗАО «Кафа»
- Акции Компании с ограниченной ответственностью «Восток Азия Транзит ЛЛК», Компании с ограниченной ответственностью «YUKOS UK Limited», Компании с ограниченной ответственностью «ЮМ-Трейд»
- Доли участия в ООО ЧОП «Гранит», ООО ЧОП «Служба Корпоративной Безопасности», ООО «Учет и отчетность», ООО «ФТТ Сервис», ООО «ЮКОС СНГ ИНВЕСТМЕНТ»
- Имущество и имущественные права.

На аукционе 8 августа 2007 года победило ОАО "НК «Роснефть», заплатившее 18,576 млрд руб. (начальная цена — 18,484 млрд руб.).

## Продажа YUKOS FINANCE B.V
На аукционе 15 августа 2007 года продано 100 % акций зарубежной дочки ЮКОСа YUKOS FINANCE B.V. (Нидерланды).
Победителем признано ООО «Промнефтьстрой», заплатившее 7,838 млрд рублей при начальной цене 7,598 млрд рублей.
Победившая компания по состоянию на 30 июля 2007 года являлась аффилированной компанией «Роснефти». Однако после аукциона владелец компании ООО «Монте-Валле» Стивен Линч пояснил, что его компания недавно приобрела «Промнефтьстрой» у «Роснефти» специально для участия в данном аукционе.
31 октября продажа Yukos Finance признана недействительной амстердамским судом.
18 января 2019 года Верховный суд Нидерландов  в окончательной инстанции признал, что банкротство нефтяной компании «ЮКОС» российскими властями в 2007 году было незаконным. Из судебного решения следует, что признание ОАО НК «ЮКОС» банкротом Московским арбитражным судом еще в 2006 году не будет учитываться на территории Нидерландов, а значит, не будут признаны и итоги аукциона по продаже акций голландской структуры ЮКОСа Yukos Finance B.V. в пользу ООО «Промнефтьстрой».

## Продажа прав требования
На последнем аукционе, состоявшемся 15 августа 2007 года была продана уступка прав требования ЮКОСа (дебиторская задолженность компании). Общая сумма составляла 13,723 млрд руб. Установленная начальная цена — 11,499 млрд руб.
Победителем аукциона стало ОАО "НК «Роснефть», предложившее 11,555 млрд рублей.

## Другие активы
В начале 2005 года Group Menatep продал Фосагро свою долю акций в 50%.